# Елізабет Спір
Елізабет Джордж Спір (англ. Elizabeth George Speare) (21 листопада 1908 — 15 листопада 1994) — американська дитяча письменниця. Нагороджена багатьма відзнаками за історично-пригодницькі романи, зокрема двома медалями Ньюбері. Внесена до списку ста найпопулярніших дитячих письменників США, її твори вивчають у школах Сполучених Штатів.

## Біографія
Елізабет Джордж Спір народилася в місті Мелроуз, штат Массачусетс. Батьки — Гаррі та Деметрія Джордж. Згодом Спір описувала край свого дитинства як «ідеальне місце, щоб у ньому рости, поруч поля, ліси, де ми гуляли й влаштовували пікніки, і близько до Бостона, де ми часто ходили родиною в театри й на концерти». Значну частину свого життя Спір провела в Новій Англії. Саме там і відбувається дія більшості її творів.
Елізабет Спір відчула потяг до творчості з 8 років, а в старшій школі вже писала оповідання. 1930 року Спір стала бакалавром мистецтв в коледжі Сміта (англ. Smith College), відтак отримала ступінь магістра з англійської мови в Бостонському університеті (англ. Boston University). З 1932 до 1936 року викладала англійську мову в кількох приватних школах штату. 1936 року вона зустріла майбутнього чоловіка Алдена Спіра (англ. Alden Speare). Удвох вони переїхали до штату Коннектикут, де одружилися й виростили двох дітей. Алден-молодший народився 1939 року, а донька Мері — 1942. Материнство змусило забути про творчість на певний час. Спір знову почала писати, лише коли її діти вже деякий час навчалися в школі.

## Літературна кар'єра
Першою публікацією Спір була стаття в журналі про катання на лижах з дітьми. Відтак вона написала чимало журнальних статей про досвід материнства й експериментувала з одноактовими п'єсами. Її роботи публікувалися в журналах «Better Homes and Gardens», «Woman's Day», «Parents», «American Heritage».
Перший роман Спір «Calico Captive» опубліковано 1957 року. Наступного року вона завершила роботу над історико-фантастичним романом «The Witch of Blackbird Pond», за який отримала Медаль Ньюбері — одну з двох найпочесніших премій США у сфері дитячої літератури. Роман 1961 року «Мідний лук» (англ. "The Bronze Bow") вдруге приніс авторці цю нагороду. Спір — одна з 5 авторів, які отримували Медаль Ньюбері більше одного разу. Роман 1984 року «The Sign of the Beaver» отримав відзнаку Ньюбері (англ. Newbery Honor Citation), Christopher Award, а також нагороду Scott O'Dell Award for Historical Fiction. За внесок у розвиток дитячої літератури 1989 року Елізабет Спір нагороджено премією Laura Ingalls Wilder Award. Під час вручення цієї премії підкреслено властиві творам Спір «життєву силу та енергію, вишуканість письма, історичну достовірність, а також неймовірне відчуття місця й характеру».
Елізабет Спір померла 15 листопада 1994 року від аневризми аорти в лікарні міста Тусон, Аризона.

## Найвідоміші твори
- «Calico Captive» (1957)
- «The Witch of Blackbird Pond» (1958), Медаль Ньюбері 1959 року
- «The Bronze Bow» (1961), Медаль Ньюбері 1962 року
- «Life in Colonial America» (1964)
- «The Prospering» (1967)
- «The Sign of the Beaver» (1983)